# Melanommataceae
Melanommataceae G. Winter – rodzina grzybów należąca do klasy Dothideomycetes.

## Charakterystyka
Przedstawiciele rodziny Melanommataceae występują na całym świecie w regionach umiarkowanych, subtropikalnych i tropikalnych i odgrywają ważną rolę jako saprotrofy, endofity lub nadpasożyty. Występują na gałązkach lub korze różnych roślin drzewiastych w siedliskach lądowych, morskich lub słodkowodnych, a niektóre gatunki są patogenami roślin (np. Seifertia alpina). Niektóre gatunki to grzyby glebowe (np. Pleotrichocladium opacum), grzyby naporostowe (np. Aposphaeria ramalinae) lub grzyby nagrzybne (np. Exosporiella fungorum).
Tworzą kuliste lub wklęsłe owocniki, w których powstają pigmentowane i podzielone askospory. Charakterystyczną cechą gatunków z rodziny Melanommataceae są beleczkowane pseudoparafizy. Są bardzo cienkie – mają średnicę 1 μm lub mniej, są wyraźnie zespolone między workami i są osadzone w galaretowatej macierzy.
Występująca w ciągu ostatnich dwóch dekad rewolucja w badaniach taksonomicznych metodami opartymi na sekwencjonowaniu DNA i metodach biologii molekularnej spowodowała, że do rodziny Melanommataceae włączono liczne nowe rodzaje. W 2024 r. CABI databases wymienia ich 32, ale w przyszłych latach należy spodziewać się zmian spowodowanych dalszymi badaniami.

## Systematyka
Pozycja w klasyfikacji według Index Fungorum: Pleosporales, Pleosporomycetidae, Dothideomycetes, Pezizomycotina, Ascomycota, Fungi.
Takson utworzył Heinrich Georg Winter w 1885 r. Według CABI databases do rodziny Melanommataceae należą rodzaje:
- Acrocordiopsis Borse & K.D. Hyde 1989
- Aposphaeria Sacc. 1880
- Asymmetricospora J. Fröhl. & K.D. Hyde 1998
- Bicrouania Kohlm. & Volkm.-Kohlm. 1990
- Byssosphaeria Cooke 1879
- Calyptronectria Speg. 1909
- Caryosporella Kohlm. 1985
- Dematiomelanomma Wanas., Y. Gao, H. Gui & K.D. Hyde 2023 33
- Fusiconidium Jun F. Li, Phook. & K.D. Hyde 2017
- Herpotrichia Fuckel 1868
- Javaria Boise 1986
- Mamillisphaeria K.D. Hyde, S.W. Wong & E.B.G. Jones 1996
- Marjia Wanas., Gafforov & K.D. Hyde 2018
- Melanocamarosporioides D. Pem, R. Jeewon, Gafforov & K.D. Hyde 2019
- Melanocamarosporium Wijayaw., Camporesi, Bhat & K.D. Hyde 2016
- Melanocucurbitaria Wanas., Gafforov & K.D. Hyde 2018
- Melanodiplodia Wanas., Gafforov & K.D. Hyde 2018
- Melanomma Nitschke ex Fuckel 1870
- Monoseptella Wanas., Gafforov & K.D. Hyde 2018
- Muriformistrickeria Q. Tian, Wanas., Camporesi & K.D. Hyde 2015
- Neobyssosphaeria Wanas., E.B.G. Jones & K.D. Hyde 2020
- Nigrolentilocus R.F. Castañeda & Heredia 2001
- Pleotrichocladium Hern.-Restr., R.F. Castañeda & Gené 2017
- Pleurophomopsis Petr. 1924
- Praetumpfia Jaklitsch & Voglmayr 2017
- Pseudobyssosphaeria H.B. Jiang & K.D. Hyde 2018
- Pseudostrickeria Q. Tian, Wanas., Camporesi & K.D. Hyde 2015
- Pseudotrichia Kirschst. 1939
- Sarimanas M. Matsum., K. Hiray. & Kaz. Tanaka 2015
- Thysanolaenae Q. Tian & K.D. Hyde 2015
- Uzbekistanica Wanas., Gafforov & K.D. Hyde 2018
- Vesiculophora J.S. Monteiro & R.F. Castañeda 2022